# Matthias Ungemach
Matthias Ungemach (Dortmund, 21 de mayo de 1968) es un deportista alemán que compitió en remo. Su esposa, Judith Zeidler, compitió en el mismo deporte; y es tío del remero Oliver Zeidler.
Ganó dos medallas de oro en el Campeonato Mundial de Remo, en los años 1990 y 1991.
Participó en dos Juegos Olímpicos de Verano, en los años 1992 y 1996, ocupando el cuarto lugar en Barcelona 1992, en la prueba de cuatro sin timonel.

## Palmarés internacional
| Representando a la RFA   |                      |                |                    |
| Campeonato Mundial       |                      |                |                    |
| Año                      | Lugar                | Medalla        | Prueba             |
| 1990                     | Tasmania (Australia) | Medalla de oro | Ocho con timonel   |
| Representando a Alemania |                      |                |                    |
| Campeonato Mundial       |                      |                |                    |
| Año                      | Lugar                | Medalla        | Prueba             |
| 1991                     | Viena (Austria)      | Medalla de oro | Cuatro con timonel |